# Pterostylis puberula
Pterostylis puberula là một loài thực vật có hoa trong họ Lan. Loài này được Hook.f. miêu tả khoa học đầu tiên năm 1853.